# 前田勇 (大蔵官僚)
前田 勇（まえだ いさむ）は、日本の大蔵官僚。退官後、三和相互銀行・山陽相互銀行（現在のトマト銀行）の社長を務めた。

## 人物・経歴
東京都豊島区出身。1941年（昭和16年）12月に東京商科大学（現在の一橋大学）を繰り上げ卒業した。在学中は、河合諄太郎教授の化学商品学のゼミに所属した。河合教授は東京高等商業学校（現在の一橋大学）卒業後、マサチューセッツ工科大学で学んだ科学者であったが、ゼミでは般若心経と観音経の訓じ方を教えた。
日本の降伏後、シベリア抑留を経て、1947年（昭和22年）6月に大蔵省に入省した。入省後、北海道財務局理財部長（1960年12月 - 1963年6月）、中国財務局理財部長（1963年6月 - 1963年9月）などを歴任した。中国財務局理財部長在任中には大学時代の指導教官だった河合教授がリベリアの大学の教授を終え、比治山の官舎まで訪ねてきたが、その帰路に岐阜県不破郡関ケ原町付近でトラックに追突され即死した。
1966年（昭和41年）10月、47歳で三和相互銀行（1969年に山陽相互銀行、1992年にトマト銀行へ改称）の社長に就任した。以来17年間社長を務め、1983年（昭和58年）6月に64歳で退任した。社長在任中は、中国銀行に対抗して、水着姿の若い女性のポスターを作成したりするなど、既成概念にとらわれない戦略を推進した。1985年（昭和60年）、勲三等瑞宝章を受章した。